# Charles Laisné
Charles Laisné (Études, Fontenay-aux-Roses, 3 de enero de 1819-Fontenay-aux-Roses, 1891) fue un arquitecto francés del XIX.

## Biografía
Alumno de la Escuela nacional superior de los Bellas Artes de París (promoción 1836) en los talleres de los arquitectos Jean-Jacques-Marie Huvé y Louis Lenormand. Segundo gran Premio de Roma (1844). Caballero de la Legión de Honor (1864). Arquitecto relacionado con la comisión de los monumentos históricos, arquitecto diocesano      (Tarbes, Cahors, Sens, Gap, Auch).
De su obra destaca el Lycée Janson-de-Sailly, el edificio de la Corte de Casación de Francia o la Catedral Nuestra Señora y San Arnoux de Gap.
Participó en la construcción de la Basílica del Sagrado Corazón donde reemplazó a Honoré Daumet que había sucedido a Paul Abadie después de su muerte y colaboró con Viollet-le-Duc para las restauraciones de la catedral de Narbona y de la catedral de Béziers.
Charles Laisné, colaboró con Joseph Poelaert cuando este terminó su proyecto del Palacio de Justicia de París.